# 果子沟大桥
果子沟大桥（維吾爾語：تەلكى كۆۋرۈكى‎）是一座双塔双索面钢桁梁斜拉桥。于2011年9月30日开通，是  连霍高速以及  亞洲公路5号线 的一部分，位于新疆维吾尔自治区伊犁哈萨克自治州霍城县。大桥全长700米，桥面距谷底净高达200米，主塔高度分别为209米和215.5米，大桥主桥全部采用钢桁梁结构，使用钢材17,000吨，并采用高强螺栓连接，安装精度控制在两毫米以内。大桥是新疆第一座公路斜拉桥，也是中国大陸第一座公路双塔双索面钢桁梁斜張桥。

## 相关图像

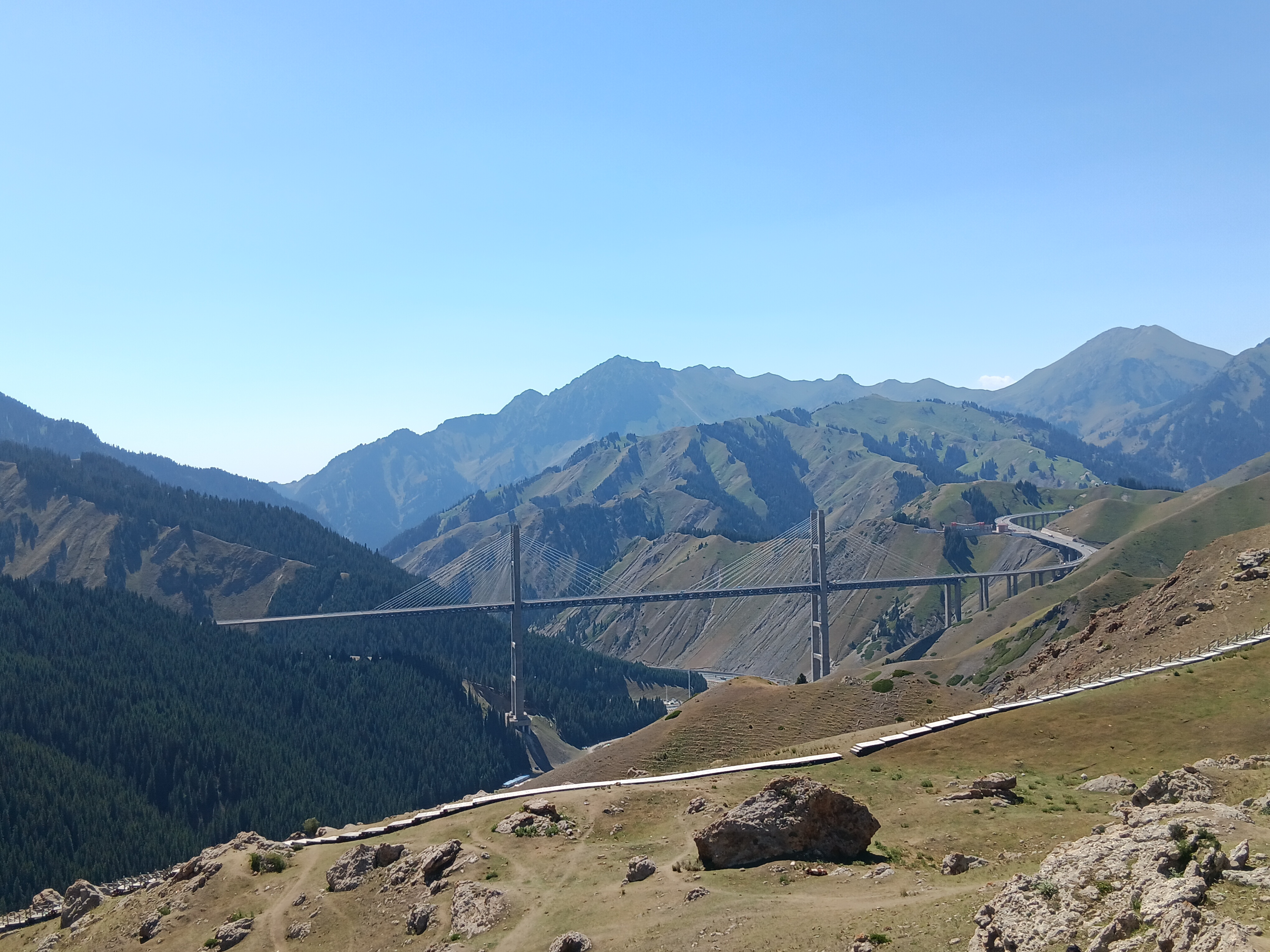
远观大桥
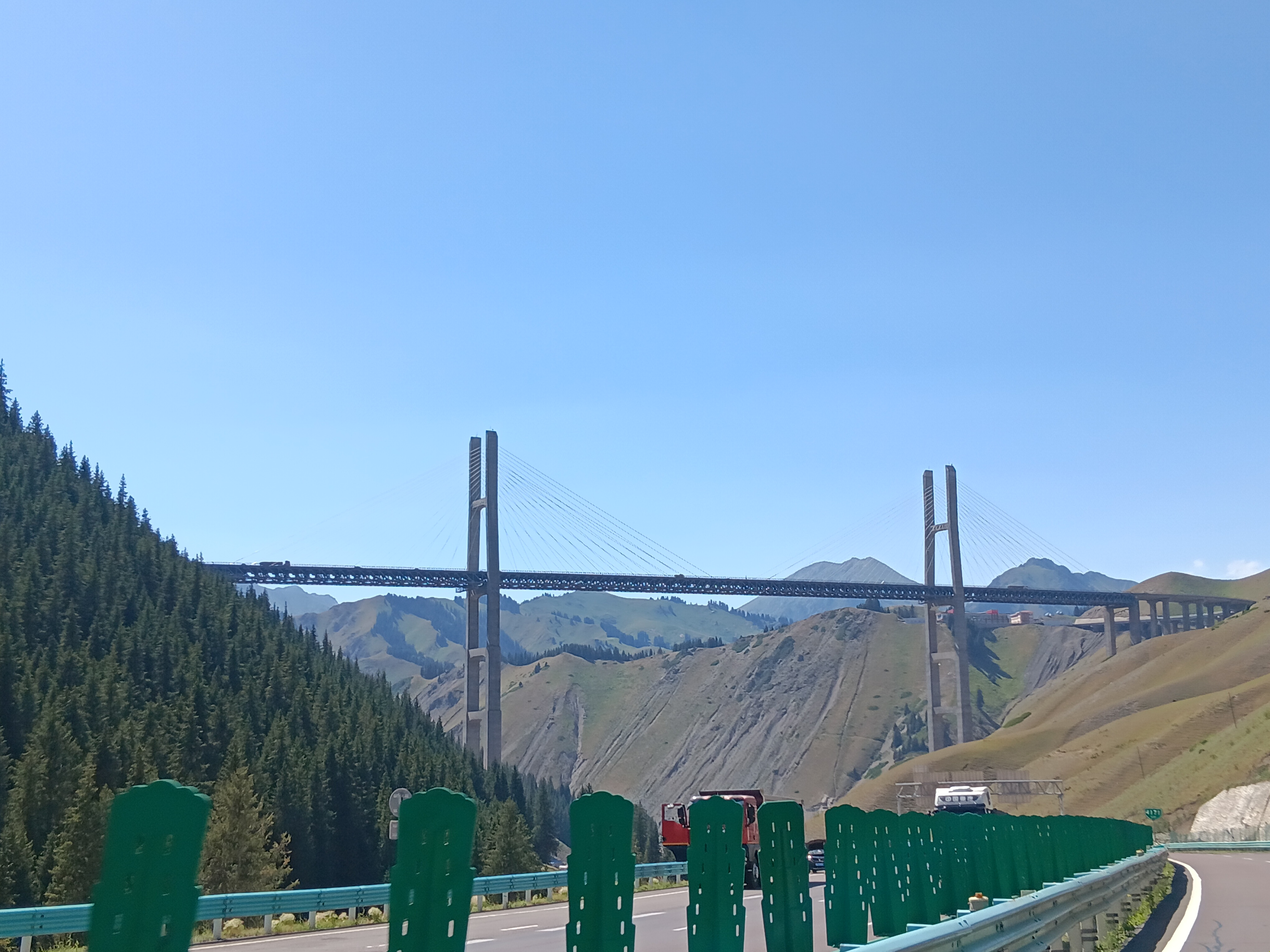
拍摄至大桥下方的G30高速公路